# Записки юности
«Записки юности» (кор. 청춘기록, Cheongchun-girok;  англ. Record of Youth) — южнокорейский телесериал (дорама) с Пак Погомом, Пак Содам и Пён Усоком. Он транслировался на канале tvN с 7 сентября по 27 октября 2020 года по понедельникам и вторникам в 21:00 по корейскому времени. Также доступен по всему миру на платформе Netflix.

## Сюжет
Драма рассказывает о жизни трех молодых людей, работающих в индустрии моды. Они стремятся осуществить свои мечты и любить без отчаяния.

## В ролях

### Основной состав
- Пак Погом — Са Хеджун (кор. 사혜준)
- Пак Содам — Ан Джонха (кор. 안정하)
- Пён Усок — Вон Хэхё (кор. 원해효)
- Квон Сухён[англ.] — Ким Джину (кор. 김진우)

### Второстепенный состав
- Ха Хира[англ.]  — Хан Эсук

Мать Са Хеджуна.
- Хан Джинхи[англ.]  — Са Минги

Дедушка  Са Хеджуна.
- Пак Суён (актриса)[англ.]  — Са Ённам

Отец Са Хеджуна.
- Ли Джэвон  — Са Гёнджун

Старший брат Са Хеджуна
- Син Эра[англ.] — Ким Иён

Мать Вон Хэхё.
- Со Санвон[англ.] — Вон Тэгён

Отец Вон Хэхё.
- Чо Юджон — Вон Хэна

Младшая сестра Вон Хэхё.
- Чон Минсон — Ким Чанман

Отец Ким Джину.
- Пак Сонъён[англ.] — Ли Гёнми

Мать Ким Джину.
- Чан Ичон — Ким Джилли

Младшая сестра Ким Джину.

## Рейтинги
| № серии | Дата показа      | AGB Nielsen  | AGB Nielsen |
| № серии | Дата показа      | Национальный | Сеул        |
| ------- | ---------------- | ------------ | ----------- |
| 1       | 7 сентября 2020  | 6.362%       | 7.791%      |
| 2       | 8 сентября 2020  | 6.802%       | 8.217%      |
| 3       | 14 сентября 2020 | 7.200%       | 9.102%      |
| 4       | 15 сентября 2020 | 7.823%       | 9.626%      |
| 5       | 21 сентября 2020 | 7.801%       | 9.037%      |
| 6       | 22 сентября 2020 | 6.995%       | 8.409%      |
| 7       | 28 сентября 2020 | 7.730%       | 9.368%      |
| 8       | 29 сентября 2020 | 7.734%       | 9.225%      |
| 9       | 5 октября 2020   | 7.404%       | 8.974%      |
| 10      | 6 октября 2020   | 8.238%       | 10.063%     |
| 11      | 12 октября 2020  | 8.262%       | 9.618%      |
| 12      | 13 октября 2020  | 7.798%       | 9.439%      |
| 13      | 19 октября 2020  | 7.760%       | 9.313%      |
| 14      | 20 октября 2020  | 7.772%       | 9.617%      |
| 15      | 26 октября 2020  | 7.625%       | 9.134%      |
| 16      | 27 октября 2020  | 8.740%       | 10.728%     |